# Democrazia organica
La democrazia organica, o democrazia corporativa, è un'organizzazione politico-amministrativa organicistica di democrazia rappresentativa, alternativa ai sistemi liberaldemocratici di democrazia parlamentare, alla democrazia diretta e alla dittatura del proletariato marxista.
Essa propone tra le proprie caratteristiche principali l'elezione indiretta di vari organi deliberativi e legislativi.

## Storia
Un sistema simile fu proposto per la prima volta negli anni 1860-70 dal pretendente al trono francese Enrico d'Artois, conte di Chambord nel suo progetto di monarchia costituzionale autonomista-federalista decentrata, mai realizzato, con un suffragio universale nel primo stadio, tramite suffragio famigliare e di corporazione (simile a quanto accadeva nelle corporazioni medievali, nelle assemblee dei capifamiglia dei villaggi nell'Ancien Régime, o nelle elezioni per gli Stati generali), e come parte di un sistema a tre stadi coinvolgente in seguito delegati quali grandi elettori, fino ad eleggere consiglieri di istituzioni locali e infine un Parlamento nazionale. Si basava sul testo Il suffragio universale (1866) scritto dal pensatore monarchico Paul de Pasquier, marchese di Franclieu.

### Le democrazie organiche fasciste

#### Estado Español(1939–1975) e l'Estado Novo(1926–1974)
La democrazia organica moderna fu applicata in Spagna durante la dittatura di Francisco Franco con la legge del referendum nazionale del 22 ottobre 1945, la quale diede attuazione a un sistema politico corporativo, che era stato in via di sviluppo durante la prima fase della dittatura. L'obiettivo era quello di permettere agli spagnoli, senza l'intervento dei partiti, di partecipare alla vita politica organizzandosi in corporazioni o organizzazioni spontanee quali consigli locali. In Spagna la democrazia organica fu oggetto di costanti critiche internazionali in quanto al tempo in Europa occidentale era vigente la democrazia liberale. Verso la fine del Franchismo uno dei provvedimenti applicativi di questa forma di organizzazione politica fu la liberalizzazione della creazione di associazioni politiche (ma non di partiti politici), effettuata nel 1974 dal governo di Arias Navarro con l'atto popolarmente noto come Espíritu del 12 de febrero. Questa riforma però fu criticata tanto dai falangisti che dai democratici.
Un altro paese dove venne messa in atto la democrazia organica fu il Portogallo, con l'Estado Novo di Salazar, dove il potere legislativo era affidato al parlamento unicamerale (Assembleia Nacional), eletto ogni quattro anni e coadiuvato dalla Câmara Corporativa (Camera delle corporazioni), un organismo elettivo formato da rappresentanti di enti e associazioni che operavano in campo economico, sociale e culturale. I partiti di opposizione a partire dal 1945 furono tollerati, ma non ebbero nella pratica un ruolo significativo. In parte la democrazia organica venne attuata anche in Austria sotto il regime di Engelbert Dollfuss.
L'attuazione della democrazia organica, sia nella Spagna franchista che nel Portogallo di Salazar, ha generato il riaffermarsi di poteri locali a scapito di quelli centrali. Tale fenomeno, già presente nei decenni precedenti la presa di potere di Franco, era noto come caciquismo (una sorta di feudalesimo elettivo) in Spagna: esso era presente soprattutto nelle zone più arretrate culturalmente, e la sua permanenza fu favorita nei decenni del franchismo dall'abbandono del precedente processo elettorale.

#### Repubblica Sociale Italiana (1943–1945)
Un abbozzo di tale modello di stato fu anche proposto durante il Congresso di Verona nella Repubblica Sociale Italiana ad opera di Silvio Gai. La sua applicazione era prevista, in concomitanza alle leggi di natura economica, per il 25 aprile 1945, ma non venne attuata a causa della sconfitta del fascismo e della repubblica di Salò.

### Anni recenti
La Cina popolare usa un sistema simile alla democrazia organica, dove il popolo elegge le assemblee 'comunali', le quali poi a loro volta eleggeranno quelle di grado e di entità territoriale più vaste, in ordine gerarchico piramidale, fino ad arrivare al parlamento nazionale cinese.
La soppressione dell'elezione diretta delle Province italiane nel 2014-2015, a seguito della "riforma Delrio" e l'introduzione del suffragio ristretto, possono essere visti come una forma di democrazia organica (limitatamente al sistema provinciale).